# Tara Cross
Tara Cross-Battle (Houston, 16 settembre 1968) è un'ex pallavolista statunitense.
Giocava nel ruolo di schiacciatrice.

## Carriera
La carriera di Tara Cross inizia nel 1986, tra le file della CSU Long Beach. Nel 1989, al suo ultimo anno alla Long Beach, vince la NCAA Division I. Come segno di riconoscimento, il suo numero di maglia viene anche ritirato.
Terminata l'università, dal 1990 entra a far parte della nazionale USA, con vince la medaglia di bronzo al Campionato mondiale 1990 e la medaglia d'argento al Campionato nordamericano 1991 e dove resta ad allenarsi fino alle olimpiadi di Barcellona 1992, dove vince la medaglia di bronzo.
Dal 1992 al 1995 gioca ad Ancona in Italia. In questo periodo vince diversi medaglie con la nazionale: l'oro al World Grand Prix 1995, dove viene premiata anche come MVP e miglior realizzatrice, il secondo argento consecutivo al Campionato nordamericano, l'argento ai Giochi panamericani 1995.
Dal 1996 gioca in Brasile. Per tre stagioni gioca nel Leites Nestlé, con cui vince il campionato brasiliano nella stagione 1996-97. Nel 1999 va a giocare nel Paranà, con cui rivince il campionato brasiliano. Un anno dopo cambia nuovamente maglia, andando a giocare nel Flamengo e vincendo il suo terzo campionato. Torna anche in nazionale, con cui vince la medaglia d'oro al World Grand Prix e al Campionato nordamericano 2001, dove riceve il premio di MVP.
Dalla stagione 2001-02 è nuovamente in Italia, questa volta al Volley Bergamo, con cui vince per la prima volta il campionato italiano. Nel 2002 gioca la finale del Campionato mondiale, perdendo contro la nazionale italiana. Per la stagione 2002-03 si trasferisce a Reggio Emilia, con cui riesce ad ottenere la salvezza a fine stagione.
Durante il 2003 vince l'oro ai Giochi panamericani e il bronzo al World Grand Prix. Proprio durante il World Grand Prix si procura un infortunio al ginocchio destro, che le fa saltare diverse competizioni e partite con la nazionale, ma torna in tempo per disputare la Coppa del Mondo, dove vince la medaglia di bronzo. Resta ad allenarsi con la nazionale per disputare le Olimpiadi di Atene 2004, la quarta dopo Barcellona 1992, Atlanta 1996 e Sidney 2000. Poco dopo annuncia il suo ritiro dalla pallavolo giocata.

## Palmarès

### Club
- NCAA Division I: 1

1989
- Campionato brasiliano: 3

1996-97, 1999-00, 2000-01
- Campionato italiano: 1

2001-02

### Nazionale (competizioni minori)
- Giochi panamericani 1995
- Coppa panamericana 2003
- Giochi panamericani 2003

### Premi individuali
- 1995 - World Grand Prix: MVP
- 1995 - World Grand Prix: Miglior realizzatrice
- 2001 - Campionato nordamericano: MVP